# Champions des États-Unis de natation en bassin de 50 m du 200 m papillon
Michael Phelps gagna son premier titre de champion des États-Unis sur 200 mètres papillon au printemps 2001 en battant le record du monde.

## 200 mètres papillon messieurs
| Championnat                             | Ville                 | Nageur                             | Naissance | Âge   | Club                                           | Temps            |
| 1956 sélections olympiques () (50m)     | Detroit, MI           | William Yorzyk                     |           |       | New Haven S.C.                                 | 2 min 19 s 0     |
| -----                                   |                       |                                    |           |       |                                                |                  |
| -----                                   |                       |                                    |           |       |                                                |                  |
| 1960 sélections olympiques (août) (50m) | Detroit, MI           | Michael Troy                       |           |       | Indianapolis AC                                | 2 min 13 s 2     |
| -----                                   |                       |                                    |           |       |                                                |                  |
| -----                                   |                       |                                    |           |       |                                                |                  |
| 1962 printemps (avril) (25y)            |                       | Larry Schulhof                     |           |       | Indiana                                        | 2 min 10 s 7     |
| 1962 été (août) (50m)                   |                       | Carl Robie                         | 1945      | 17    | Vesper Boat Club                               | 2 min 10 s 8     |
| 1963 printemps (mars) (25y)             |                       | Fred Schmidt                       |           |       | Indiana                                        | 1 min 55 s 2     |
| 1963 été (août) (50m)                   | Oak Park, IL          | Carl Robie                         | 1945      | 18    | Vesper Boat Club                               | 2 min 08 s 8     |
| 1964 printemps (avril) (25y)            | Bartlesville, OK      | Fred Schmidt                       |           |       | Indiana                                        | 1 min 53 s 8     |
| 1964 été (août) (50m)                   | Los Altos, CA         | Tom Schmidt                        |           |       | Indiana                                        | 2 min 08 s 0     |
| 1965 printemps (avril) (25y)            |                       | Carl Robie                         | 1945      | 20    | Unattached                                     | 1 min 52 s 7     |
| 1965 été (août) (50m)                   | Maumee, OH            | Carl Robie                         | 1945      | 20    | Vesper Boat Club                               | 2 min 07 s 0     |
| 1966 printemps (avril) (25y)            |                       | Carl Robie                         | 1945      | 21    | Unattached                                     | 1 min 54 s 9     |
| 1966 été (août) (50m)                   |                       | Phil Houser                        |           |       | Los Angeles                                    | 2 min 09 s 9     |
| 1967 printemps (avril) (25y)            |                       | Mark Spitz                         | 1950      | 17    | Santa Clara                                    | 1 min 50 s 6     |
| 1967 été (août) (50m)                   | Oak Park              | Mark Spitz                         | 1950      | 17    | Santa Clara                                    | 2 min 06 s 4 RM  |
| 1968 printemps (avril) (25y)            |                       | Mark Spitz                         | 1950      | 18    | Unattached                                     | 1 min 51 s 50    |
| 1968 été (août) (50m)                   |                       | Carl Robie                         | 1945      | 23    | Suburban                                       | 2 min 08 s 9     |
| 1968 sélections olympiques (août) (50m) | Long Beach, CA        | Mark Spitz                         | 1950      | 18    | Santa Clara                                    | 2 min 05 s 64    |
| 1969 printemps (avril) (25y)            |                       | Mike Burton                        |           |       | Arden Hills                                    | 1 min 52 s 63    |
| 1969 été (août) (50m)                   |                       | Mike Burton                        |           |       | Arden Hills                                    | 2 min 06 s 5     |
| 1970 printemps (avril) (25y)            |                       | Mark Spitz                         | 1950      | 20    | Indiana                                        | 1 min 49 s 01    |
| 1970 été (août) (50m)                   | Los Angeles           | Gary Hall Sr.                      | 1951      | 19    | Phillips 66                                    | 2 min 05 s 02 RM |
| 1971 printemps (avril) (25y)            |                       | Gary Hall Sr.                      | 1951      | 20    | Indiana                                        | 1 min 48 s 44    |
| 1971 été (août) (50m)                   | Houston               | Mark Spitz                         | 1950      | 21    | Arden Hills                                    | 2 min 03 s 89 RM |
| 1972 printemps (avril) (25y)            |                       | Mark Spitz                         | 1950      | 22    | Indiana                                        | 1 min 49 s 01    |
| 1972 sélections olympiques (août) (50m) | Chicago, IL           | Mark Spitz                         | 1950      | 22    | Arden Hills                                    | 2 min 01 s 53    |
| 1973 printemps (avril) (25y)            |                       | Robin Backhaus                     |           |       | Marin                                          | 1 min 49 s 55    |
| 1973 été (août) (50m)                   |                       | Steven Gregg                       |           |       | Unattached                                     | 2 min 04 s 11    |
| 1974 printemps (avril) (25y)            |                       | Robin Backhaus                     |           |       | Washington                                     | 1 min 47 s 27    |
| 1974 été (août) (50m)                   |                       | Mike Bruner                        | 1956      | 18    | De Anza                                        | 2 min 01 s 69    |
| 1975 printemps (avril) (25y)            |                       | Greg Jagenburg                     |           |       | Suburdan                                       | 1 min 47 s 28    |
| 1975 été (août) (50m)                   |                       | Greg Jagenburg                     |           |       | Suburdan                                       | 2 min 00 s 73    |
| 1976 printemps (avril) (50m)            |                       | Mike Bruner                        | 1956      | 20    | De Anza                                        | 2 min 02 s 49    |
| 1976 sélections olympiques (juin) (50m) | Long Beach, CA        | Mike Bruner                        | 1956      | 20    | De Anza                                        | 2 min 00 s 03    |
| 1976 été (août) (50m)                   |                       | Bill Forrester                     |           |       | Randy Reese                                    | 2 min 00 s 03    |
| 1977 printemps (avril) (25y)            |                       | Greg Jagenburg                     |           |       | Foxcatcher                                     | 1 min 46 s 50    |
| 1977 été (août) (50m)                   | Mission Viejo, Ca     | Mike Bruner                        | 1956      | 21    | Los Altos                                      | 1 min 59 s 49    |
| 1978 printemps (avril) (25y)            | Austin (TX)           | Greg Jagenburg                     |           |       | Foxcatcher                                     | 1 min 45 s 55    |
| 1978 été (août) (50m)                   | The Woodlands, TX     | Steven Gregg                       |           |       | Beach                                          | 2 min 00 s 84    |
| 1979 printemps (avril) (25y)            | Los Angeles, CA       | Gleynn Perry                       |           |       | Université de Floride                          | 1 min 46 s 89    |
| 1979 été (août) (50m)                   | Fort Lauderdale, FL   | Steven Gregg                       |           |       | Beach                                          | 2 min 00 s 30    |
| 1980 printemps (avril) (50m)            | Austin (TX)           | Mike Bruner                        | 1956      | 24    | Mesa                                           | 1 min 59 s 48    |
| 1980 sélections olympiques (août) (50m) | Irvine, Ca            | Craig Beardsley                    |           |       | Université de Floride                          | 1 min 58 s 46    |
| 1981 printemps (avril) (25y)            |                       | Robin Leamy                        |           |       | Mission Viejo Nadadores                        | 43 s 58          |
| 1981 été (août) (50m)                   |                       | Chris Cavanaugh                    |           |       | DeAnza                                         | 50 s 71          |
| 1982 printemps (avril) (25y)            | Université de Floride | Rowdy Gaines                       | 1959      | 23    | War Eagle                                      | 43 s 70          |
| 1982 été (août) (50m)                   | Indianapolis, In      | Rowdy Gaines                       | 1959      | 23    | War Eagle                                      | 50 s 27          |
| 1983 printemps (avril) (25y)            | Indianapolis, In      | Rowdy Gaines                       | 1959      | 24    | Texas Longhorn Athletics                       | 43 s 32          |
| 1983 été (août) (50m)                   | Clovis, Ca            | Rowdy Gaines                       | 1959      | 24    | Texas Longhorn Athletics                       | 50 s 21          |
| 1984 printemps (mars) (50m)             |                       | Rowdy Gaines                       | 1959      | 25    | Texas Longhorn Athletics                       | 50 s 23          |
| 1984 Sélections JO (juin) (50m)         | Indianapolis, IN      | Mike Heath                         | 1964      | 20    | Holmes                                         | 49 s 87          |
| 1984 été () (50m)                       |                       | Mark Stockwell                     |           |       |                                                | 50 s 38          |
| 1985 printemps (avril) (25y)            | Monterey Park, Ca     | Matt Biondi                        | 1965      | 20    | California Golden Bears                        | 42 s 32          |
| 1985 été (août) (50m)                   | Mission Viejo, Ca     | Matt Biondi                        | 1965      | 20    | California Golden Bears                        | 48 s 95          |
| 1986 printemps (mars) (25y)             | Orlando, Fl           | John Everatt                       |           |       | Concord Pleasant Hils                          | 43 s 77          |
| 1986 Sélections CM (juin) (50m)         | Orlando, Fl           | Matt Biondi                        | 1965      | 20    | California Golden Bears                        | 48 s 74 RM       |
| 1986 été (août) (50m)                   | Santa Clara, Ca       | Scott Mc Cadam                     |           |       | SMU Mustangs (Dallas)                          | 50 s 51          |
| 1987 printemps (mars) (25y)             | Mission Bay, Fl       | Tom Jager                          | 1964      | 23    | Parkway swim club                              | 43 s 44          |
| 1987 été (juillet) (50m)                | Clovis, Ca            | Matt Biondi                        | 1965      | 22    | California Golden Bears                        | 49 s 34          |
| 1988 printemps (mars) (50m)             | Orlando, Fl           | Matt Biondi                        | 1965      | 22    | California Golden Bears                        | 49 s 37          |
| 1988 été (août) (50m)                   |                       | Matt Biondi                        | 1965      | 22    | California Golden Bears                        | 48 s 42 RM       |
| 1989 printemps (mars) (25y)             | Chapel Hill, NC       | Jim Harvey                         |           |       | New Jersey Waces                               | 43 s 85          |
| 1989 été (août) (50m)                   | Los Angeles, CA       | Brent Lang                         |           |       | Club Wolverine                                 | 50 s 17          |
| 1990 printemps (mars) (25y)             | Nashville, TE         | Matt Biondi                        | 1965      | 25    | California Golden Bears                        | 42 s 30          |
| 1990 été (août) (50m)                   | Austin (TX)           | Shaun Jordan                       |           |       | Longhorn                                       | 49 s 68          |
| 1991 printemps (avril) (50m)            | Federal Way, WA       | Shaun Jordan                       |           |       | Longhorn                                       | 49 s 61          |
| 1991 été (août) (50m)                   | Fort Lauderdale, FL   | Doug Gjertsen                      |           |       | Longhorn                                       | 50 s 48          |
| 1992 sélections olympiques (mars) (50m) | Indianapolis, In      | Matt Biondi                        | 1965      | 27    | Unattached - Moraga                            | 49 s 31          |
| 1992 été (août) (50m)                   | Mission Viejo, Ca     | Towne Alyn                         |           |       | Fort Lauderdale                                | 50 s 60          |
| 1993 printemps (avril) (50m)            | Nashville, TE         | Raimundas Majuolis John Steel      | 1972      | 21    | Fort Lauderdale University of South California | 49 s 80 50 s 82  |
| 1993 été (juillet) (50m)                | Austin (TX)           | Jon Olsen                          |           |       | Santa Clara                                    | 49 s 33          |
| 1994 printemps (avril) (50m)            | Federal Way, WA       | Gustavo Borges Gary Hall Jr.       | 1972 1974 | 22 20 | Michigan Phoenix swim club                     | 49 s 64 50 s 27  |
| 1994 été (août) (50m)                   | Indianapolis, In      | Gary Hall Jr.                      | 1974      | 20    | Phoenix swim club                              | 49 s 31          |
| 1995 printemps (mars) (50m)             | Minneapolis, MN       | David Fox                          | 1971      | 24    | Unattached - Resident                          | 49 s 43          |
| 1995 été (août) (50m)                   | Pasadena, CA          | Jon Olsen                          | 1969      | 26    | Curl Burke                                     | 49 s 44          |
| 1996 printemps (février) (50m)          | Orlando, Fl           | David Fox                          | 1971      | 25    | Raleigh Swimming                               | 50 s 66          |
| 1996 sélections olympiques (mars) (50m) | Indianapolis, In      | Jon Olsen                          | 1969      | 27    | Unattached - CO                                | 49 s 46          |
| 1996 été (août) (50m)                   | Fort Lauderdale, FL   | Neil Walker                        | 1976      | 20    | Verona Aquatics                                | 50 s 07          |
| 1997 printemps (février) (50m)          | Buffalo, NY           | Bradley Schumacher                 |           |       | Auburn aquatics                                | 51 s 33          |
| 1997 été (juillet) (50m)                | Nashville, TE         | Scott Tucker                       |           |       | West Florida                                   | 49 s 68          |
| 1998 printemps (avril) (50m)            | Minneapolis, MN       | Gary Hall Jr.                      | 1974      | 24    | Phoenix swim club                              | 49 s 60          |
| 1998 été (août) (50m)                   | Clovis, Ca            | Jason Lezak                        | 1975      | 23    | Irvine Novaquatics                             | 49 s 93          |
| 1999 printemps (avril) (50m)            | Long Island, NY       | Scott Tucker                       |           |       | Auburn Aquatics                                | 49 s 69          |
| 1999 été (août) (50m)                   | Minneapolis, MN       | Jason Lezak                        | 1975      | 23    | Irvine Novaquatics                             | 49 s 34          |
| 2000 printemps (mars) (50m)             |                       | Neil Walker                        | 1976      | 24    | Longhorn Aquatics                              | 49 s 02          |
| 2000 sélections JO (août) (50m)         | Indianapolis, In      | Neil Walker                        | 1976      | 24    | Longhorn Aquatics                              | 48 s 71          |
| 2001 printemps (avril) (50m)            | Austin (TX)           | Anthony Ervin                      | 1981      | 20    | Phoenix swim club                              | 48 s 98          |
| 2001 été (août) (50m)                   | Fresno, CA            | Scott Tucker                       |           |       | novaquatics                                    | 49 s 42          |
| 2002 printemps (mars) (50m)             | Minneapolis, MN       | Jason Lezak                        | 1975      | 27    | Irvine novaquatics                             | 48 s 89          |
| 2002 été (août) (50m)                   | Fort Lauderdale, FL   | Jason Lezak                        | 1975      | 27    | Irvine novaquatics                             | 49 s 19          |
| 2003 printemps (avril) (50m)            | Indianapolis, In      | Scott Tucker                       |           |       | novaquatics                                    | 49 s 43          |
| 2003 été (août) (50m)                   | College Park, MA      | Michael Phelps                     | 1985      | 18    | North Baltimore                                | 49 s 19          |
| 2004 printemps (février) (50m)          | Orlando, Fl           | Michael Phelps                     | 1985      | 19    | North Baltimore                                | 49 s 05          |
| 2004 sélections JO (juillet) (50m)      | Long Beach, CA        | Jason Lezak                        | 1975      | 29    | Irvine novaquatics                             | 48 s 41          |
| 2004 été (août) (50m)                   | Stanford, CA          | Garrett Weber-Gale                 | 1985      | 19    | Longhorn Aquatics                              | 49 s 91          |
| 2005 Sélections CM (avril) (50m)        | Indianapolis, In      | Michael Phelps                     | 1985      | 20    | Club Wolverine                                 | 49 s 00          |
| 2005 été (août) (50m)                   | Irvine, Ca            | Roland Schoeman Garrett Weber-Gale | 1980 1985 | 25 20 | Longhorn Aquatics                              | 48 s 38 49 s 40  |
| 2006 printemps (mars) (50m)             | Federal Way, WA       | Dale Rogers                        | 1982      | 24    | Longhorn Aquatics                              | 50 s 38          |
| 2006 été (août) (50m)                   | Irvine, Ca            | Jason Lezak                        | 1975      | 31    | Irvine novaquatics                             | 48 s 63          |
| 2007 printemps (mars) (50m)             | East Meadow, NY       | Nick Brunelli                      | 1981      | 26    | Sun Devils Aquatics                            | 50 s 19          |
| 2007 été (juillet) (50m)                | Indianapolis, In      | David Walters                      | 1987      | 20    | Longhorn aquatics                              | 48 s 96          |
| 2008 Sélections JO (juillet) (50m)      | Omaha                 | Garrett Weber-Gale                 | 1985      | 23    | Texas Longhorn Aquatics                        | 47 s 92          |